# Taeniophyllum montanum
Taeniophyllum montanum är en orkidéart som beskrevs av Cedric Errol Carr. Taeniophyllum montanum ingår i släktet Taeniophyllum och familjen orkidéer. Inga underarter finns listade i Catalogue of Life.